# 後藤英子
後藤 英子（ごとう ひでこ）は、日本の元卓球選手。現役時代は日本代表として世界卓球選手権で金メダルを獲得した。

## 経歴
1952年度、全日本卓球選手権大会では川井一男と出場した混合ダブルス決勝で本庄俊彦 / 西村登美江組に1-2で敗れ準優勝。
1953年度、全日本選手権で川井と出場した混合ダブルス決勝で荻村伊智朗 / 関澄子組を2-1で破り初優勝。
1954年度、ウェンブリー (イングランド) で行われた第21回世界卓球選手権ではシングルスでアンジェリカ・ロゼアヌ (ルーマニア) に0-3で敗れ16強。団体では江口冨士枝、田中良子、渡辺妃生子とともに金メダルを獲得。全日本選手権では川井と出場した混合ダブルス決勝で金井倍郎 / 中村智恵子組を2-0で破り2連覇。

## 表彰
- 朝日スポーツ賞 (1954年) [3]